# Arbesbach (Krottenbach)
Der Arbesbach, auch Erbsenbach oder Sieveringerbach genannt, ist ein teilweise offen, teilweise als Bachkanal geführter Bach im 19. Wiener Gemeindebezirk Döbling. Der etwa 4,3 Kilometer lange Bach ist der wichtigste Nebenfluss des Krottenbachs und liegt praktisch zur Gänze auf dem Gebiet von Sievering.

## Geographie

### Geologie
Der Arbesbach hat als Wienerwaldbach den Charakter eines Mittelgebirgsbachs. Infolge der Wasserundurchlässigkeit des Untergrunds verändert sich die Wasserführung des Baches durch intensivere Niederschläge sehr schnell, sodass es zu kurzen, aber starken Hochwasserführungen kommen kann. Der Oberlauf des Arbesbaches liegt typischerweise im Wald und ist relativ steil mit einer starken Tiefenerosion.

### Verlauf

#### Quellgebiet
Das Quellgebiet des Arbesbaches besteht aus mehreren Seitenarmen, die im Gebiet zwischen dem Dreimarkstein und dem Latisberg (Cobenzl) entspringen. Die nördlichsten Quellbäche entspringen südlich der Jägerwiese und zwischen Latisberg und Vogelsangberg. Diese vereinigen sich nördlich der Hartgrabenwiese und nehmen in der Folge rasch drei Quellbäche auf, die Am Himmel (Pfaffenberg) bzw. südlich der Rohrerwiese entspringen. Der Arbesbach verläuft ab dem Bereich dieser Quellbäche entlang der linken Seite der Sieveringer Straße. Der westlichste Seitenarm, der Gereutebach, entspringt östlich des Dreimarksteins und verläuft entlang des Spießwegs. Er mündet schließlich an jener Stelle in den Arbesbach, an der der Bach auf die rechte Seite der Straße wechselt und zwischen ihr und dem Spießweg verläuft.

#### Mittel- und Unterlauf
Nach der Einmündung des Gspöttgrabens in Obersievering ist der Arbesbach bereits streckenweise verbaut. Ab der Sieveringer Straße 223 verläuft er zwar noch in einem eigenen Bachprofil, ist jedoch in weiten Teilen bereits überplattet. Wenige Häuser unterhalb der Agnesgasse (Sieveringer Straße 168), mündet der Arbesbach schließlich hinter der angrenzende Häuserzeile mit den ungeraden Ordnungszahlen in den bestehenden Bachkanal ein, der ein Profil von 1,30 Metern Breite und 1,80 Metern Höhe aufweist. Ursprünglich verlief der Bach auf dieser Seite bis zur Sieveringer Pfarrkirche, bog danach hinter die rechte Häuserzeile ab um ab der Brechergasse in diagonalem Verlauf wieder auf die gegenüberliegende Straßenseite zu wechseln. Danach floss der Bach am ehemaligen Helenenbad beim Schatzlsteig der Windhabergasse zu und verlief in der Folge entlang des heute bestehenden Fußweges zwischen der Windhabergasse und der Sieveringer Straße. In der Höhe der Börnergasse verließ der Bachverlauf schließlich die Hauptstraße von Sievering und bog in den heute bestehenden Gräfweg ab. Danach folgte der Bachverlauf der nach dem Bach benannten Arbesbachgasse. Die Mündung erfolgte schließlich in der verlängerten Linie der Arbesbachgasse unterhalb der ehemaligen Privatirrenanstalt in den Krottenbach.

## Geschichte

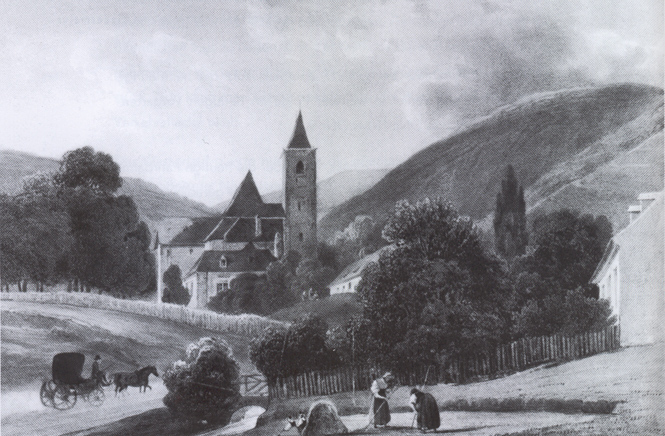
Die Sieveringer Pfarrkirche im Biedermeier, im Vordergrund der Arbesbach

Der Name des Arbesbaches geht auf das mittelhochdeutsche erbiz oder arwis (Erbse) zurück. Der Name geht auf den Uferbewuchs, vorwiegend wilde Erbsen zurück. In früherer Zeit war der Arbesbach ein zeitweise wilder Gebirgsbach, der auf Grund der geologischen Verhältnisse des Wienerwaldes oft zu Überschwemmungen in Sievering führte. Hinzu kam, dass die Wienerwaldbäche oft zur Abfuhr von Unrat und Abwässern genutzt wurden. Um die Überschwemmungen und die Geruchsbelästigungen einzuschränken, begann zwischen 1894 und 1896 die Einwölbung des Arbesbaches. Zunächst wurde der Bach auf einer Länge von 1.364 Metern von der Mündung bis zur Sieveringer Straße 83 verbaut. 1908 lag bereits ein Projekt zur Verlängerung der Einwölbung vor, da die Geruchsbelästigung des Baches zu stark wurde. Die Umsetzung scheiterte jedoch an den Ablöseforderungen der Anrainer. Erst zwischen 1954 und 1955 wurde die Einwölbung im alten Ortskern von Sievering um 983 Meter bis zur Sieveringer Straße 175a fortgesetzt. Nach der Überschwemmung im Sommer 1959 erfolgte in den sechziger Jahren die Verlängerung der Einwölbung bis zur Agnesgasse.